# Affonso Segretto
Affonso Segretto (Salerno, Reino da Itália, 1875 - Itália, 1919) foi um diretor de cinema italiano. Ele pertencia a uma família de empreendedores, sendo irmão de Paschoal Segretto (1868–1920) e Gaetano Segretto (1866–1908). Seus irmãos já haviam se estabelecido no Brasil desde 1883 e o trouxeram para o Rio de Janeiro na década de 1890. A família Segretto tornou-se uma força dominante na indústria do entretenimento da capital brasileira durante a Belle Époque. Paschoal, em particular, ficou conhecido como o "ministro das diversões do Rio", enquanto Gaetano atuava no setor de imprensa, distribuindo jornais.

## Biografia

### A Viagem à Europa e o Pioneirismo na Filmagem
A iniciativa mais ousada de Paschoal Segretto no campo do cinema foi enviar Affonso para a Europa (Paris) e para os Estados Unidos (Nova York). O objetivo era duplo: adquirir novos filmes para exibição no "Salão de Novidades Paris", a primeira sala de cinema fixa do Brasil, e, mais importante, aprender as técnicas de filmagem e comprar equipamentos de produção.
Ao retornar dessa viagem, em 19 de junho de 1898, Affonso realizou o ato que o inscreveria na história. Antes mesmo de desembarcar do navio francês Brésil, ele filmou a entrada da Baía de Guanabara. Esse ato é considerado a "certidão de nascimento" do cinema brasileiro, pois foi a primeira filmagem documentada em território nacional, realizada por um cinegrafista atuante no país. O jornal Gazeta de Notícias de 20 de junho de 1898 noticiou o feito, validando o pioneirismo de Segretto.

### Atuação como Cinegrafista no Brasil
Após a filmagem da Baía de Guanabara, Affonso Segretto não parou. Ele passou a registrar ativamente os acontecimentos políticos e sociais do Rio de Janeiro. Filmou eventos como a visita do presidente Prudente de Morais ao cruzador Benjamin Constant, o terceiro aniversário da morte do Marechal Floriano Peixoto e diversas outras cerimônias e cenas do cotidiano. Seu trabalho era essencial para alimentar a programação do "Salão de Novidades Paris" com "vistas" locais, que despertavam grande interesse no público, cansado de ver apenas cenas europeias. Em 1899, realizou a primeira filmagem na cidade de São Paulo, registrando um evento do Círculo Operário Italiano.

### Afastamento e morte
Apesar do pioneirismo, a carreira de Affonso Segretto no cinema teve seus conflitos. Fontes indicam que ele foi afastado da "Empresa Paschoal Segretto" devido a desacordos políticos e por sua busca por maior independência em suas produções. Após esse período, ele teria se mudado para São Paulo, onde gerenciou um ateliê fotográfico, e posteriormente retornado à Itália, onde faleceu de forma relativamente anônima em 1919.